# Peyk (ort i Iran)
Peyk (persiska: پيك, پيک, Pīk) är en ort i Iran.   Den ligger i provinsen Markazi, i den centrala delen av landet, 70 km sydväst om huvudstaden Teheran. Peyk ligger 1 144 meter över havet och antalet invånare är 214.
Terrängen runt Peyk är huvudsakligen platt, men åt nordväst är den kuperad.Runt Peyk är det ganska glesbefolkat, med 38 invånare per kvadratkilometer. Närmaste större samhälle är Parandak, 6,5 km väster om Peyk. Trakten runt Peyk består i huvudsak av gräsmarker.